# Wilhelm Raabe
Wilhelm Raabe (8 de Setembro de 1831 – 15 de Novembro de 1910) foi um escritor alemão. Os seus primeiros trabalhos foram publicados sob o pseudónimo Jakob Corvinus.

## Biografia
Ele nasceu em Eschershausen (então no Ducado de Brunswick, agora no distrito de Holzminden). Depois de frequentar o ginásio em Holzminden e Wolfenbüttel, ele entrou em uma livraria em Magdeburg como aprendiz em 1849. Ele usou essa oportunidade para uma ampla leitura e enriqueceu-se com os contos e folclore de seu próprio país e de outros países. Ele permaneceu um aprendiz até 1854.
Cansado da rotina dos negócios, ele estudou filosofia em Berlim (1855-1857). Enquanto estudante naquela universidade, sob seu pseudônimo publicou sua primeira obra, The Chronicle of Sparrow Lane (1857) (alemão: Die Chronik der Sperlingsgasse). Este livro, que contém esboços da vida entre a burguesia alemã, rapidamente se tornou popular.
Com esse incentivo, Raabe desistiu dos estudos e se dedicou inteiramente à obra literária. Ele voltou para Wolfenbüttel, e então viveu (1862-1870) em Stuttgart. Então, ele voltou novamente para Brunswick e permaneceu ativo até o final do século, publicando mais de 30 romances e uma série de contos e esquetes.

## Trabalho
O trabalho da vida de Raabe pode ser dividido em três períodos. Na primeira, ele escreveu com um leve toque, produzindo uma série de fotos da vida alemã a partir da abundância de sua imaginação e experiência, entre as quais estão:
- The Chronicle of Sperlingsgasse (1856)
- Os filhos de Finkenrode (1859)
- Chancelaria de Nosso Senhor (1862)

A influência do pessimismo de Schopenhauer é evidente durante o segundo período. Os trabalhos representativos deste período são: 
- O pastor da fome (1864)
- Abu Telfan (1867)
- O Schüdderump (1870)

Essas três obras são às vezes chamadas de trilogia. Embora sejam independentes um do outro em substância, eles representam uma época distinta na vida de Raabe. 
Durante o terceiro período da vida do romancista, suas obras não mostram mais essa tendência pessimista. Um humor genial os permeia, lembrando Dickens, embora freqüentemente lidem com assuntos sérios. Horacker (1876) talvez represente melhor essa tendência e foi citado como sua obra-prima. Der Dräumling (1872) e Deutscher Mondschein (1873) também estão sob esse título. De suas numerosas obras posteriores, Das Odfeld (1889) e Die Akten des Vogelsangs (1895) pareciam ser as mais lidas. Mosteiro de Lugau (1894) e Hastenbeck (1899) também pertencem a este período.
Os primeiros trabalhos de Raabe foram influenciados até certo ponto por Jean Paul. Mais tarde, ele mostra evidências de ter lido Dickens e Thackeray. 
Sua avaliação pelo povo alemão foi especialmente mostrada na celebração de seu 70º aniversário em 1901. A partir de 1965, a edição crítica das obras completas de Raabe foi publicada como Obras completas (Braunschweiger Ausgabe) encomendadas pela Braunschweigischen Wissenschaftlichen Gesellschaft e editada por Karl Hoppe.

## Obras
- Die Chronik der Sperlingsgasse, 1856
- Ein Frühling, Der Weg zum Lachen, 1857
- Die alte Universität, Der Student von Wittenberg, Weihnachtsgeister, Lorenz Scheibenhart, Einer aus der Menge, 1858
- Die Kinder von Finkenrode, Der Junker von Denow, Wer kann es wenden?, 1859
- Aus dem Lebensbuch des Schulmeisterleins Michel Haas, Ein Geheimnis, 1860
- Auf dunkelm Grunde, Die schwarze Galeere, Der heilige Born, Nach dem großen Kriege, 1861
- Unseres Herrgotts Kanzlei, Das letzte Recht, 1862
- Eine Grabrede aus dem Jahre 1609, Die Leute aus dem Walde, Holunderblüte, Die Hämelschen Kinder, 1863
- Der Hungerpastor, Keltische Knochen, 1864
- Else von der Tanne, Drei Federn, 1865
- Die Gänse von Bützow, Sankt Thomas, Gedelöcke, 1866
- Abu Telfan; oder Heimkehr aus dem Mondgebirge, 1867
- Theklas Erbschaft, 1868
- Im Siegeskranze, 1869
- Der Schüdderump, Der Marsch nach Hause, Des Reiches Krone, 1870
- Der Dräumling, 1872
- Deutscher Mondschein, Christoph Pechlin, 1873
- Meister Autor oder Die Geschichten vom versunkenen Garten, Höxter und Corvey, 1874
- Frau Salome, Vom alten Proteus, Eulenpfingsten, 1875
- Die Innerste, Der gute Tag, Horacker, 1876
- Auf dem Altenteil, 1878
- Alte Nester, Wunnigel, 1879
- Deutscher Adel, 1880
- Das Horn von Wanza, 1881
- Fabian und Sebastian, 1882
- Prinzessin Fisch, 1883
- Villa Schönow, Pfisters Mühle, Zum wilden Mann, Ein Besuch, 1884
- Unruhige Gäste, 1885
- Im alten Eisen, 1887
- Das Odfeld, 1888
- Der Lar, 1889
- Stopfkuchen, 1891
- Gutmanns Reisen, 1892
- Kloster Lugau, 1894
- Die Akten des Vogelsangs, 1896
- Hastenbeck, 1899
- Altershausen (fragmento, 1902; publicado 1911)